# Le Repentir (film, 1922, Borzage)
Pour les articles homonymes, voir Le Repentir.
Pour plus de détails, voir Fiche technique et Distribution.
Le Repentir (Back Pay) est un mélodrame muet américain réalisé par Frank Borzage, sorti en 1922.

## Synopsis
Hester Bevins, une fille de la campagne, bien qu'amoureuse de Jerry Newcombe, un garçon livreur, ne peut pas se faire à l'idée de s'installer définitivement dans la petite ville monotone dans laquelle ils vivent. À New-York, elle devient la maîtresse de Charles G. Wheeler, un riche homme d'affaires peu scrupuleux, et elle a apprend les manières de la grande ville de ses amis, Kitty and "Speed".
Plus tard, Hester apprend que Jerry a été sérieusement blessé à la guerre en France et, le trouvant aveugle et avec seulement quelques semaines à vivre, elle décide de le rendre heureux pour ses derniers moments. Après d'être battue avec Wheeler, elle ramène Jerry à New-York et se marie avec lui. Lorsqu'il meurt, Hester a des visions de Jerry l'appelant de leur petite ville et, à la suite de cela, elle quitte sa vie de luxe avec Wheeler, trouve un travail, loue un meublé, et trouve la paix dans sa nouvelle vie.

## Fiche technique
- Titre original : Back Pay
- Réalisation : Frank Borzage
- Scénario : Frances Marion, d'après la nouvelle éponyme de Fannie Hurst
- Décors : Joseph Urban
- Photographie : Chester Lyons
- Société de production : Cosmopolitan Productions
- Société de distribution : International Film Service Company
- Pays de production :  États-Unis
- Langue : anglais
- Format : Noir et blanc - 35 mm - 1,37:1 - Muet
- Genre : Mélodrame
- Durée : 70 minutes (7 bobines)
- Date de sortie :
  - États-Unis : 8 janvier 1922
- Licence : Domaine public

## Distribution
- Seena Owen : Hester Bevins
- Matt Moore : Jerry Newcombe
- J. Barney Sherry : Charles G. Wheeler
- Ethel Duray : Kitty
- Charles Craig : "Speed"
- Jerry Sinclair : Thomas Craig